# Óstrovo
Óstrovo (en rus: Острово) és un poble de la República de Komi, a Rússia, segons el cens del 2010 tenia 4 habitants.